# Canton de Beaune-la-Rolande
Le canton de Beaune-la-Rolande est une ancienne division administrative française du département du Loiret.
Il est créé en 1790 sous la Révolution française et supprimé sous la Cinquième République en 2015.

## Histoire
Le canton est créé le 10 février 1790 sous la Révolution française. Il est alors inclus dans le district de Boiscommun.
À la suite de la suppression des districts et de la création des arrondissements qui survient en 1801 (9 vendémiaire, an X) sous le Consulat, le canton se voit rattaché à l'arrondissement de Pithiviers.
Le redécoupage des arrondissements intervenu en 1926 a supprimé cet arrondissement et rattaché 3 de ses cantons, dont le canton de Beaune, à l'arrondissement de Montargis. Le nouveau découpage de 1942 a recréé l'arrondissement de Pithiviers dans l'état où il se trouvait avant 1926.

### Évolution de la composition du canton
| Nom                   | Année d'intégration | Canton précédent   | Année de sortie | Canton suivant        |
| --------------------- | ------------------- | ------------------ | --------------- | --------------------- |
| Auxy                  | 1790                | -                  | 2015            | Malesherbes           |
| Barville-en-Gâtinais  | 1801                | Batilly            | 2015            | Malesherbes           |
| Batilly-en-Gâtinais   | 1801                | Batilly            | 2015            | Malesherbes           |
| Beaune-la-Rolande     | 1790                | -                  | 2015            | Malesherbes           |
| Boiscommun            | 1801                | Boiscommun         | 2015            | Malesherbes           |
| Bordeaux-en-Gâtinais  | 1790                | -                  | 2015            | Malesherbes           |
| Bouilly-en-Gâtinais   | 1801                | Vrigny             | 1806            | Pithiviers            |
| Chambon-la-Forêt      | 1801                | Vrigny             | 2015            | Malesherbes           |
| Chemault              | 1801                | Boiscommun         | 1974            | Associée à Boiscommun |
| Courcelles            | 1801                | Boynes             | 2015            | Malesherbes           |
| Courcy-aux-Loges      | 1801                | Chilleurs-aux-Bois | 1806            | Pithiviers            |
| Égry                  | 1801                | Batilly            | 2015            | Malesherbes           |
| Gaubertin             | 1801                | Batilly            | 2015            | Malesherbes           |
| Juranville            | 1790                | -                  | 2015            | Malesherbes           |
| Limiers               | 1801                | Vrigny             | 1806            | Pithiviers            |
| Lorcy                 | 1790                | -                  | 2015            | Malesherbes           |
| Montbarrois           | 1801                | Boiscommun         | 2015            | Malesherbes           |
| Montliard             | 1801                | Boiscommun         | 2015            | Malesherbes           |
| Nancray-sur-Rimarde   | 1801                | Batilly            | 2015            | Malesherbes           |
| Nibelle               | 1801                | Boiscommun         | 2015            | Malesherbes           |
| Saint-Loup-des-Vignes | 1801                | Boiscommun         | 2015            | Malesherbes           |
| Saint-Michel          | 1801                | Boiscommun         | 2015            | Malesherbes           |
| Saint-Sauveur         | 1801                | Boiscommun         | 1813            | Absorbée par Nibelle  |
| Vrigny                | 1801                | Vrigny             | 1806            | Pithiviers            |

#### 1790-1801
À sa création sous la Révolution française, le canton est composé des cinq communes suivantes : Auxy, Beaune, Bordeaux, Juranville, Lorcy.

#### 1801-1806
Sous le Premier Empire, le canton intègre plusieurs communes à la suite du redécoupage de 1801, et notamment la suite de la suppression des cantons de Batilly, Boiscommun, Boynes, Chilleurs-aux-Bois et Vrigny ; il est alors composé des 24 communes suivantes : Auxy, Barville, Batilly, Beaune, Boiscommun, Bordeaux, Bouilly, Chambon, Chemault, Courcelles, Courcy, Égry, Gaubertin, Juranville, , LimiersLorcy, Saint-Loup-des-Vignes, Saint-Michel, Montbarrois, Montliard, Nancray, Nibelle, Saint-Sauveur, Vrigny.

#### 1806-2015
Un deuxième redécoupage intervient sous le Premier Empire ; le canton perd quatre communes (Bouilly, Courcy, Limiers et Vrigny) transférées dans le canton de Pithiviers à la suite du redécoupage de 1806 ; il est alors composé de 20 communes.
En 1813, le canton perd une commune à la suite de l'absorption de Saint-Sauveur par Nibelle.
En 1974, Chemault perd son statut de commune et est associée à Boiscommun.
La liste des communes du canton est la suivante : Auxy, Barville, Batilly, Beaune, Boiscommun, Bordeaux, Chambon, Chemault (jusqu'en 1974), Courcelles, Égry, Gaubertin, Juranville, Lorcy, Saint-Loup-des-Vignes, Saint-Michel, Montbarrois, Montliard, Nancray, Nibelle, Saint-Sauveur (jusqu'en 1813).

## Représentation

### Liste des conseillers généraux successifs (1833 à 2015)
| Période                                  | Période              | Identité                            | Étiquette         | Qualité |
| ---------------------------------------- | -------------------- | ----------------------------------- | ----------------- | --- |
| 13 novembre 1833                         | 1839                 | Charles Louis Marcille (1774-1846)  |                   | Propriétaire, cultivateur Maire de Beaune-la-Rolande (?-?) |
| 24 novembre 1839                         | 21 juin 1841 (décès) | Charles Nicolas Hippolyte Bourgeois |                   | Juge de paix à Beaune-la-Rolande, conseiller d'arrondissement |
| 6 août 1841                              | 1844                 | Charles Louis Marcille              |                   | Propriétaire Maire de Beaune-la-Rolande (?-?) |
| 10 avril 1844                            | 1855                 | François Paul Favereau              |                   | Notaire puis Juge de paix à Nancray-sur-Rimarde puis Juge de paix à Beaune-la-Rolande                                                                             |
| 15 avril 1855                            | 1858                 | Alexandre Théodore Favereau         |                   | Notaire Maire de Nancray-sur-Rimarde (?-?) |
| 8 août 1858                              | 1888 (décès)         | Louis Théodore Anceau               | Droite            | Propriétaire Maire de Gaubertin (?-?) |
| 1er avril 1888                           | 1907                 | Christophe Charles Camille Gravost  | Républicain       | Notaire Maire de Beaune-la-Rolande (?-?) |
| 28 juillet 1907                          | 1931                 | Georges Thomas                      | Radical           | Propriétaire Cultivateur Maire d'Auxy (?-?) |
| 1931                                     | 1940                 | Paul Cabanis                        | Radical           | Médecin Député du Loiret (1935-1940) Maire de Beaune-la-Rolande (1935-1942)                                                                                       |
|                                          |                      | Seconde Guerre mondiale             |                   | |
| 1943                                     | 1945                 | Albert Guillon                      |                   | Cultivateur Conseiller d'arrondissement, maire de Nancray-sur-Rimarde Nommé conseiller départemental en 1943 Déclaré inéligible en 1944, décision relevée en 1945 |
|                                          |                      |                                     |                   | |
| 1945                                     | 1951                 | Cécile Giry                         | UDSR              | Institutrice, conseillère municipale de Nibelle Première femme élue au Conseil Général du Loiret                                                                  |
| 1951                                     | 1964                 | Émile Bertrand                      | UDSR puis Radical | Entrepreneur Maire de Beaune-la-Rolande (19xx-19xx) |
| 1964                                     | 1970                 | Jean Delaplanche (1922-1982)        | DVD               | Maire de Boiscommun (1959-1977) |
| 1970                                     | 1982                 | René-Jean Chatel                    | app. MRG          | Vétérinaire Maire de Beaune-la-Rolande |
| 1982                                     | 2015                 | Michel Grillon                      | RPR puis UMP      | Entrepreneur Maire de Boiscommun (1977-2014) Vice-président du conseil général du Loiret                                                                          |
| Les données manquantes sont à compléter. |                      |                                     |                   | |

### Résultats électoraux détaillés
- Élections cantonales de 2001 : Michel Grillon (RPR) est élu au 1er tour avec 58,23 % des suffrages exprimés, devant Jean-Claude Berard (PS) (18,73 %), André Beaudoin (FN) (13,03 %) et Jean-Marie Petit (MNR) (5,05 %). Le taux de participation est de 73,98 % (4 239 votants sur 8 292 inscrits)[16].
- Élections cantonales de 2008 : Michel Grillon   (UMP) est élu au 1er tour avec 55,79 % des suffrages exprimés, devant Sylvain  Chatrie  (PCF) (25,51 %) et André  Beaudoin (FN) (18,7 %). Le taux de participation est de 69,82 % (5 179 votants sur 7 418 inscrits)[16].

### Conseillers d'arrondissement (de 1833 à 1940)
Le canton de Beaune-la-Rolande avait deux conseillers d'arrondissement jusqu'en 1926.
| Période                                  | Période      | Identité                                                          | Étiquette | Qualité |
| ---------------------------------------- | ------------ | ----------------------------------------------------------------- | --------- | --- |
| 1833                                     | 1836         | Martin Éloy Bezard                                                |           | Chef de bataillon de la Garde nationale, ancien percepteur des contributions directes, propriétaire à Auxy  |
| 1833                                     | 1845         | François Favereau (1769-1848)                                     |           | Ancien notaire, avocat, maire de Nancray-sur-Rimarde                                                        |
| 1836                                     | 1839         | Charles Nicolas Hippolyte Bourgeois                               |           | Juge de paix à Beaune-la-Rolande                                                                            |
| 1839                                     | ap.1852      | Martin Jacques Mathurin Bezard (1812-1864, fils de Martin Bezard) |           | Juge au Tribunal civil de Pithiviers                                                                        |
| 1845                                     | 1852         | Parfait Désiré Buchet                                             |           | Ancien notaire à Beaune-la-Rolande                                                                          |
| 1852                                     | 1855 (décès) | François Paul Favereau (1797-1855)                                |           | Notaire à Nancray-sur-Rimarde                                                                               |
|                                          |              |                                                                   |           | |
|                                          | 1891 (décès) | Charles Honoré Casimir Voiturin (1828-1891)                       |           | Marchand de bois à Barville-en-Gâtinais                                                                     |
|                                          |              |                                                                   |           | |
| 1934                                     | 1940         | Albert Guillon                                                    | Droite    | Cultivateur, maire de Nancray-sur-Rimarde                                                                   |
| 1934                                     | 1940         | Louis Amable Maslard                                              | Droite    | Cultivateur, Vice-Président de la coopérative, maire de Juranville                                          |
| 1940                                     |              |                                                                   |           | Les conseils d'arrondissement ont été suspendus par la loi du 12 octobre 1940 et n'ont jamais été réactivés |
| Les données manquantes sont à compléter. |              |                                                                   |           | |

## Géographie

### Composition
Le canton de Beaune-la-Rolande, d'une superficie de 224,84 km2, est composé de dix-huit communes
.
| Nom                   | Code Insee | Intercommunalité           | Superficie (km2) | Population (dernière pop. légale) | Densité (hab./km2) |
| --------------------- | ---------- | -------------------------- | ---------------- | --------------------------------- | ------------------ |
| Auxy                  | 45018      | CC du Pithiverais-Gâtinais | 20,28            | 958 (2014)                        | 47                 |
| Barville-en-Gâtinais  | 45021      | CC du Pithiverais-Gâtinais | 10,29            | 327 (2014)                        | 32                 |
| Batilly-en-Gâtinais   | 45022      | CC du Pithiverais-Gâtinais | 10,32            | 434 (2014)                        | 42                 |
| Beaune-la-Rolande     | 45030      | CC du Pithiverais-Gâtinais | 20,55            | 1 995 (2015)                      | 97                 |
| Boiscommun            | 45035      | CC du Pithiverais-Gâtinais | 16,06            | 1 137 (2015)                      | 71                 |
| Bordeaux-en-Gâtinais  | 45041      | CC du Pithiverais-Gâtinais | 9,46             | 115 (2014)                        | 12                 |
| Chambon-la-Forêt      | 45069      | CC du Pithiverais-Gâtinais | 17,16            | 937 (2014)                        | 55                 |
| Courcelles-le-Roi     | 45110      | CC du Pithiverais-Gâtinais | 6,30             | 289 (2014)                        | 46                 |
| Égry                  | 45132      | CC du Pithiverais-Gâtinais | 7,39             | 369 (2014)                        | 50                 |
| Gaubertin             | 45151      | CC du Pithiverais-Gâtinais | 7,29             | 275 (2014)                        | 38                 |
| Juranville            | 45176      | CC du Pithiverais-Gâtinais | 15,23            | 457 (2014)                        | 30                 |
| Lorcy                 | 45186      | CC du Pithiverais-Gâtinais | 16,75            | 558 (2014)                        | 33                 |
| Montbarrois           | 45209      | CC du Pithiverais-Gâtinais | 6,01             | 296 (2014)                        | 49                 |
| Montliard             | 45215      | CC du Pithiverais-Gâtinais | 8,99             | 213 (2014)                        | 24                 |
| Nancray-sur-Rimarde   | 45220      | CC du Pithiverais-Gâtinais | 11,58            | 584 (2014)                        | 50                 |
| Nibelle               | 45228      | CC du Pithiverais-Gâtinais | 27,18            | 1 155 (2015)                      | 42                 |
| Saint-Loup-des-Vignes | 45288      | CC du Pithiverais-Gâtinais | 8,86             | 409 (2014)                        | 46                 |
| Saint-Michel          | 45294      | CC du Pithiverais-Gâtinais | 5,14             | 126 (2014)                        | 25                 |

### Démographie

#### Évolution démographique
En 2012, le canton comptait 10 517 habitants.
| 1962  | 1968  | 1975  | 1982  | 1990  | 1999  | 2006  | 2011   | 2012   |
| ----- | ----- | ----- | ----- | ----- | ----- | ----- | ------ | ------ |
| 8 616 | 8 141 | 7 747 | 7 689 | 8 161 | 9 073 | 9 948 | 10 503 | 10 517 |

#### Âge de la population
La pyramide des âges, à savoir la répartition par sexe et âge de la population, du canton de Beaune-la-Rolande en 2009 ainsi que, comparativement, celle du département du Loiret la même année sont représentées avec les graphiques ci-dessous. La population du canton comporte 49,3 % d'hommes et 50,7 % de femmes. Elle présente en 2009 une structure par grands groupes d'âge légèrement plus âgée que celle de la France métropolitaine. Il existe en effet 89 jeunes de moins de 20 ans pour cent personnes de plus de 60 ans, alors que pour la France l'indice de jeunesse, qui est égal à la division de la part des moins de 20 ans par la part des plus de 60 ans, est de 1,06. L'indice de jeunesse du canton est également inférieur à celui  du département (1,1) et à celui de la région (0,95).
| Hommes | Classe d’âge | Femmes |
| ------ | ------------ | ------ |
| 0,8    | 90 ans ou +  | 2,2    |
| 9,3    | 75 à 89 ans  | 14,0   |
| 14,4   | 60 à 74 ans  | 15,2   |
| 20,3   | 45 à 59 ans  | 18,9   |
| 19,2   | 30 à 44 ans  | 18,5   |
| 15,1   | 15 à 29 ans  | 13,3   |
| 20,9   | 0 à 14 ans   | 17,9   |

| Hommes | Classe d’âge | Femmes |
| ------ | ------------ | ------ |
| 0,4    | 90 ans ou +  | 1,1    |
| 6,6    | 75 à 89 ans  | 9,5    |
| 13,4   | 60 à 74 ans  | 13,9   |
| 20,1   | 45 à 59 ans  | 20,0   |
| 20,3   | 30 à 44 ans  | 19,5   |
| 19,3   | 15 à 29 ans  | 17,7   |
| 19,9   | 0 à 14 ans   | 18,2   |

### Statistiques
|    | Labours | Labours | Prés | Prés | Vignes | Vignes | Bois | Bois | Divers | Divers | Total |
| -- | ------- | ------- | ---- | ---- | ------ | ------ | ---- | ---- | ------ | ------ | ----- |
| ha | %       | ha      | %    | ha   | %      | ha     | %    | ha   | %      | ha     |       |
|    |         |         |      |      |        |        |      |      |        |        |       |